# Goths Tétraxites
Les Goths Tétraxites sont un sous-groupe des Goths mentionné uniquement par Procope de Césarée au milieu du VIe siècle. 
Pour Hugo Grotius, le nom « Tétraxite(s) » (en grec : Τετραξῖται) dériverait du gotique « tetraug sitten » qui signifierait la même chose que la formule latine sub induciis sedentes (« ceux qui reposent sous la garantie d'une trêve »). Selon Procope de Césarée, les Goths Tétraxites étaient peu nombreux, vivaient sur les bords du Palus Méotide (l'actuelle mer d'Azov), et étaient de religion chrétienne. Probablement soumis aux Huns puis aux Proto-Bulgares, ils participent vers 560 au conflit qui oppose les Outigoures de Sandilkh, aux Koutrigoures de Zabergan.
Les Goths Tétraxites désignaient probablement un groupe de Goths criméens qui s'était installé au milieu du Ve siècle sur la côte caucasienne de la mer Noire. Procope dit qu'une partie des Goths s'était répandue dans la presqu'île de Panticapée (l'actuelle péninsule de Kertch), et occupait les deux rives du Bosphore cimmérien (l'actuel détroit de Kertch) sous le nom de Goths Tétraxites, tandis que les autres Goths habitaient les montagnes Tauriques.

## Source primaire
- Procope de Césarée, Guerres de Justinien